# 不動裕理
不動裕理（ふどう ゆうり、1976年10月14日 - ）は、熊本県熊本市出身の女子プロゴルファーである。九州女学院中学校・高等学校（現・ルーテル学院中学校・高等学校）卒業。

## プロフィール
清元登子に師事した後、独立。2000年から2005年の「6年連続」で日本女子ゴルフツアーの賞金女王（賞金ランキング1位）となり、マネークイーンの称号を保持した。2008年7月13日の明治チョコレートカップ（札幌国際CC島松）において、女子ツアーで史上初めての生涯獲得賞金10億円を突破した。世界ランキング最高位は第3位（2006年3月第4週）。好物はグレープフルーツ、高菜。2004年にはプロ通算30勝を達成し、史上最年少で永久シードを獲得した。
2011年、不動産関連会社役員の男性と結婚。夫がツアーでキャディをしたこともある。2015年以降は、試合数を減らして出場している。

## 来歴・戦績
- 1996年 プロゴルファーテスト合格。同年12月、「LPGA新人戦 加賀電子カップ」でプロデビュー戦初優勝。
- 2000年 日本女子ツアー史上初めて年間獲得賞金額が1億円を突破し、初の賞金女王（賞金ランキング1位）になる。
- 2001年 全米女子オープンに参戦し12位。
- 2003年 ツアー新記録となる年間「10勝」を挙げた。獲得額は1億4932万5679円で、この年の男子賞金王伊沢利光を上回った。
- 2004年 7月ツアー通算「30勝」を達成し、日本女子ゴルフ史上最年少記録となる「27歳285日」で永久シード権を獲得した。この年から宮里藍が強力なライバルとして出現する。同年の女子ゴルフツアー最終戦では宮里との一騎討ちを制して大会2連覇。
- 2005年 「リゾートトラストレディス」で3位に入り、女子プロゴルフ生涯獲得賞金歴代1位となる。最終戦では大山志保と4打差の2位に終わって大会3連覇を逃したが、6年連続の賞金女王に輝いた。
- 2005年 全英女子オープンに参戦し15位。
- 2007年 全英女子オープンに参戦し11位T。
- 2008年 全英リコー女子オープンに参戦し3位T。
- 2011年5月 「サイバーエージェントレディス」で優勝し、日本女子ツアー通算50勝を達成。
- 2011年12月 熊本県民栄誉賞受賞[4]。
- 2024年4月　レジェンズツアー「太陽生命元気長生きカップ」で、最終日10バーディー・ノーボギー「62」のスコアで大逆転優勝しレジェンズツアーのデビュー戦を飾った。
- 2025年5月　公益財団法人日本ゴルフ協会(JGA)主催の「日本女子シニアオープンゴルフ選手権 太陽生命元気・長生きカップ」で２位に４打差の通算９アンダーで初代女王に輝いた。

## 年度別成績
| 年 度  | 年間獲得賞金 | 順 位 | 平均ストローク | 試合数 | 勝数 |
| ------ | ------------ | ----- | -------------- | ------ | ---- |
| 1996年 | -            | -     | (71.0000)      | (1)    | (1)  |
| 1997年 | 22,400,175   | 34位  | 73.7000        | 22     | 0    |
| 1998年 | 40,027,445   | 29位  | 72.9419        | 29     | 0    |
| 1999年 | 56,386,976   | 4位   | 72.1667        | 27     | 1    |
| 2000年 | 120,443,924  | 1位   | 71.4969        | 27     | 6    |
| 2001年 | 89,248,793   | 1位   | 71.5921        | 25     | 4    |
| 2002年 | 95,690,917   | 1位   | 71.0506        | 26     | 4    |
| 2003年 | 149,325,679  | 1位   | 70.2727        | 24     | 10   |
| 2004年 | 142,774,000  | 1位   | 70.6389        | 23     | 7    |
| 2005年 | 122,460,908  | 1位   | 70.5584        | 24     | 6    |
| 2006年 | 46,010,000   | 15位  | 72.3269        | 16     | 2    |
| 2007年 | 87,061,631   | 6位   | 71.4961        | 20     | 2    |
| 2008年 | 91,857,367   | 5位   | 71.7647        | 22     | 4    |
| 2009年 | 43,978,276   | 17位  | 71.6563        | 20     | 0    |
| 2010年 | 69,701,733   | 7位   | 71.8289        | 24     | 2    |
| 2011年 | 60,518,023   | 9位   | 71.9457        | 20     | 2    |
| 2012年 | 45,283,900   | 16位  | 71.4306        | 23     | 0    |
| 2013年 | 35,566,959   | 30位  | 71.5811        | 24     | 0    |
| 2014年 | 17,190,725   | 52位  | 72.2500        | 19     | 0    |
| 2015年 | 11,809,000   | 62位  | 73.1429        | 12     | 0    |
| 2016年 | 1,074,000    | 127位 | 73.4444        | 3      | 0    |
| 2017年 | 10,436,000   | 75位  | 73.8700        | 8      | 0    |

## 不動党
6年連続の賞金女王に輝くなど、不動は一時絶対王者的な存在としてゴルフファンに知られていた。そのためか2007年1月、不動裕理絶対主義者の有志によって「不動党」が結成され、不動裕理が出場する試合には不動党バッジをつけた党員が常時観戦している。